# Parti démocratique du Kurdistan (Iran)
Ne doit pas être confondu avec Parti démocratique du Kurdistan d'Iran.
Pour les articles homonymes, voir Parti démocratique du Kurdistan (homonymie) et HDK.
Le Parti démocratique du Kurdistan (PDK) (en kurde : Hizba Dêmokrata Kurdistanê-Îran abrégé en HDK, et en persan : حزب دموکرات کردستان (hzb dmwkerat kerdstan)) est un parti ethnique des Kurdes d'Iran, qui s'est séparé du Parti démocratique du Kurdistan d’Iran (PDKI) en 2006, à la suite d'une querelle sur le choix de son prochain leader lors de la 13e convention du parti.

## Histoire
Bien que pour certains comme Rodi Hevian, le parti « n'a aucune influence réelle sur les masses au Kurdistan iranien », mais il a été accepté comme membre à part entière de l'Internationale socialiste lors d'une réunion de l'organisation en novembre 2015 à Luanda, en Angola considéré comme un parti important lutant pour la démocratie contre le régime iranien. Le parti est attaqué par le gouvernement iranien, soit par l'assassinat de ses dirigeants et de ses membres actives, soit par des frappes de missiles. Le 8 septembre 2018, le quartier général du parti est frappé par sept missiles balistiques iraniennes. Dans cette attaque, 17 personnes sont tuées et plus de 50 personnes sont gravement blessées.
Après avoir critiqué le PDKI pour sa « coopération trop étroite » avec les États-Unis, ils ont rencontré les dirigeants de ce dernier en 2012 pour discuter d'une éventuelle réunification, mais ils fonctionnent toujours de manière indépendante.

## Secrétaires généraux
- Khaled Azizi (2008–2017)
- Mostafa Moloudi (2017-2019)[7]
- Khalid Azizi (depuis 2019)